# Templo de Suria (Konark)

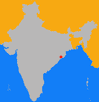
Localización de Konark en la India. Se encuentra a 36 km de la ciudad sagrada de Puri.

El templo de Suria (también llamado la Pagoda negra o Templo del Sol) es un templo hindú situado en la localidad de Konark, en el estado de Orisa (India oriental). Dedicado a Suria, dios del Sol, es uno de los edificios más importantes del país por su arquitectura y los bajorrelieves que decoran sus muros, de temática fundamentalmente erótica.
Fue construido a mediados del siglo XIII en el llamado estilo Orisa, y abandonado a partir del siglo XVI.
Fue declarado Patrimonio de la Humanidad por la Unesco en el año 1984.

## Historia
La localidad donde se encuentra el templo (Konārk) recibe su nombre de kona, que significa ‘lugar’, y arka, una denominación del Sol.
Los navegadores europeos dieron el nombre de Pagoda negra a este templo, y el de Pagoda blanca al templo de Jagannātha (en Puri). Eran entonces unas orientaciones muy útiles para la navegación en el golfo de Bengala.
El templo de Konārak, entonces abandonado, había acumulado sobre la superficie de la piedra una suciedad que la oscurecía (retirada actualmente por la restauración), mientras que el templo de Puri estaba recubierto de un estuco blanco (que le fue quitado también posteriormente).
Konark parece haber estado dedicado al culto del Sol desde la Antigüedad.
El Brahma Purāna indica que Konāditya, el nombre antiguo de Konark (siendo Aditya un nombre genérico del Sol, como uno de los hermanos dioses Adityas, hijos de Áditi), era uno de los lugares más sagrados de este culto en la tierra de Utkala, es decir en Orisa.
El templo se encontraba originalmente en la línea de la costa, aunque las deposiciones de arena lo han ido alejando considerablemente.

### La leyenda
Según la leyenda, el príncipe Samba —hijo de Krishná y de Jambavati— había ridiculizado al sabio volador Nārada, un santo bastante feo.
Este último se vengó indicando a Samba un lugar en el río donde numerosísimas mujeres se bañaban, tras haberse despojado de sus saris (túnicas hindúes).
Mientras el joven varón disfrutaba del espectáculo, Krishná, advertido por Nārada, llegó y descubrió cómo su hijo miraba a sus madres (las 16.108 esposas de Krishna) mientras se bañaban.
Furioso, el dios castigó a su hijo inoculándole la lepra. Más tarde, Samba le demostró que Nárada le había manipulado, pero ya Krishná no podía retirar su maldición. Entonces el joven se dirigió hacia Suria, el dios que cura todos los males —particularmente aquellos de la piel—, fue hasta la costa y descubrió al norte de Puri una imagen del dios del sol sentado sobre una flor de loto. Se instaló en el lugar e hizo una penitencia de doce años, al cabo de la cual fue curado. En agradecimiento, erigió un templo, el primero que se construía sobre el sitio de Konark.
Parece que esta leyenda sea la transposición local de otra leyenda que decía que estos hechos legendarios habrían sucedido donde se encuentra también un templo de Suria, en la antigua Mula Samburu (el actual Multán, en Pakistán), a orillas del río Chandra Bhaga (hoy llamado Chenab, afluente del río Indo, en el Panyab).
Cuando el sitio de Konark de Orissa se convirtió en un centro importante de veneración de Suria, la leyenda fue relocalizada aquí para legitimar el lugar.

### Las etapas de la construcción

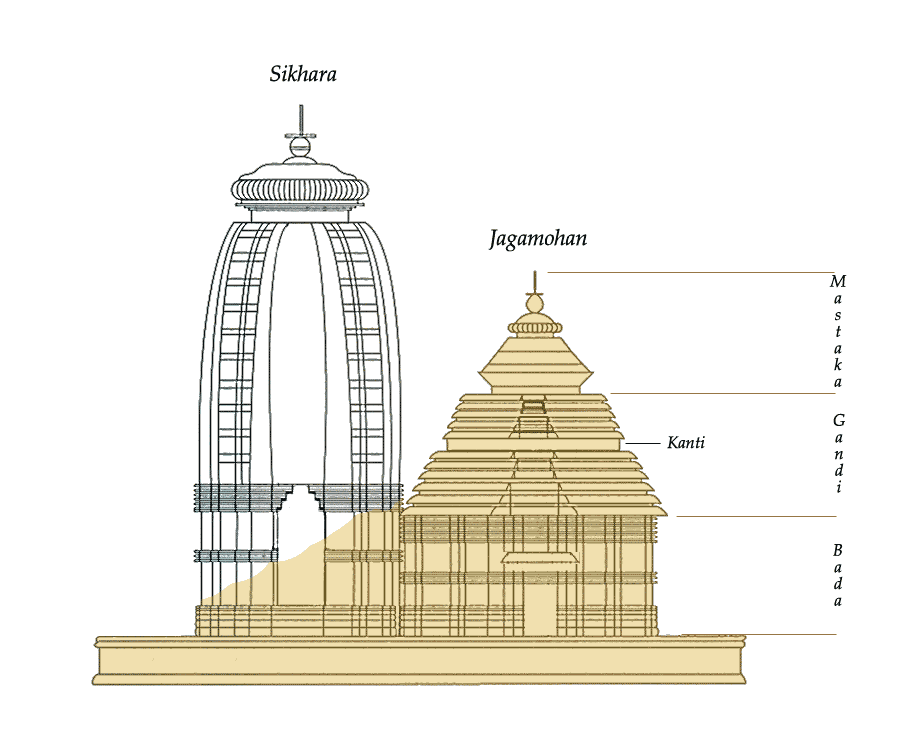
Plano del templo de Konark.

Según el Mandala Apnaji —una crónica medieval—, el primer templo construido habría sido obra del rey Purandarakesari.
El templo principal (llamado Templo 1) fue construido por el rey Narasimha Deva I, de la dinastía de los Ganga del Este, durante su reinado que se extendió desde 1238 a 1264. Se han conservado los nombres de un cierto número de arquitectos que participaron en su realización: Shadashiva, Samantaraja, Gadhadhara Mahapatra, Ganga Mahapatra, Narayana Mahapatra, Vishvanatha Mahapatra (mahapatra significa gran arquitecto).
Las razones de la erección del edificio por Narasimha no son conocidas con exactitud, quizá para agradecer a Suria de haberle curado de una enfermedad (como hizo Samba en la leyenda) o bien en agradecimiento por el nacimiento con buena salud de un hijo varón, su sucesor. Su hijo Bhanu (que es otro nombre de Suria) será además el primero de la dinastía en tener un nombre solar. Se ha propuesto también como razón de esta construcción la conmemoración de una victoria de los Ganga contra los musulmanes que invadieron la región en el siglo XIII y que saquearon además un gran número de templos.
El cronista y secretario personal de Akbar, Abu'l Fadl, escribió al visitar el templo: «Incluso aquellos que tienen un juicio crítico y son difíciles de satisfacer quedan asombrados al verlo». Afirmó también que la construcción del templo absorbió doce años de impuestos de la provincia.
Las razones del hundimiento del sikhara (cúlmine o cúpula) del templo principal no se conocen con seguridad. Se ha propuesto unas cimentaciones inadecuadas, la acción de una tormenta o un terremoto en 1630, e incluso algunos han sugerido que el edificio nunca se llegó a terminar. Sin embargo, la hipótesis de una degradación gradual después de que el edificio fuese abandonado es la que prevalece generalmente.
En efecto, en el siglo XVI los musulmanes de Bengala tomaron tras un asalto la dhvaja (la bandera), y tras esto el templo perdió su carácter sagrado y dejó de estar en funcionamiento. Por otro lado, no se sabe lo que sucedió con la efigie de Suria, quizá un ídolo de madera —por tanto perecedero, como el de Jagannātha de Puri— o quizá un disco solar metálico.
El especialista en arquitectura india James Fergusson visitó el templo en 1837, realizó varios dibujos y estimó la altura de los restos del sikhara en unos 45 metros. Más tarde, en 1868 y tras un terremoto, el arqueólogo Rajendralala Mitra no vio del edificio más que un montón de piedras de donde surgían algunas plantas.
Fergusson anotó también que algunas esculturas fueron arrancadas por el mahārāsh Kurdah para decorar el templo que se hizo construir en su fuerte. Los marathas también sustrajeron un pilar que representaba a Aruná (el amanecer, cochero del carro del sol), que instalaron en el templo de Jagannatha Puri.

## Las esculturas

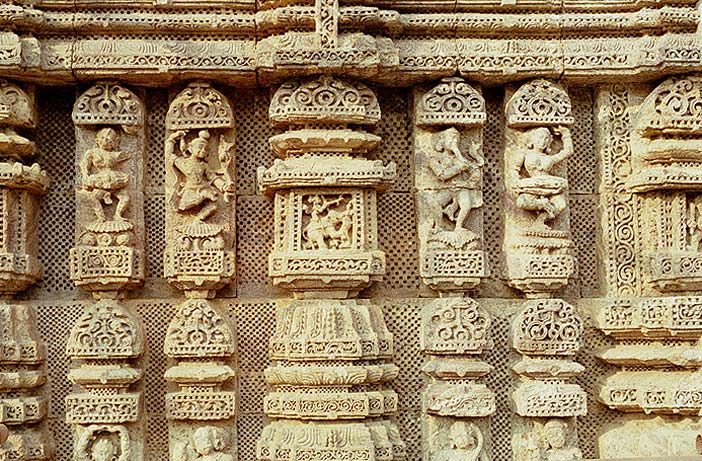
Decoración sobre los muros de la plataforma.

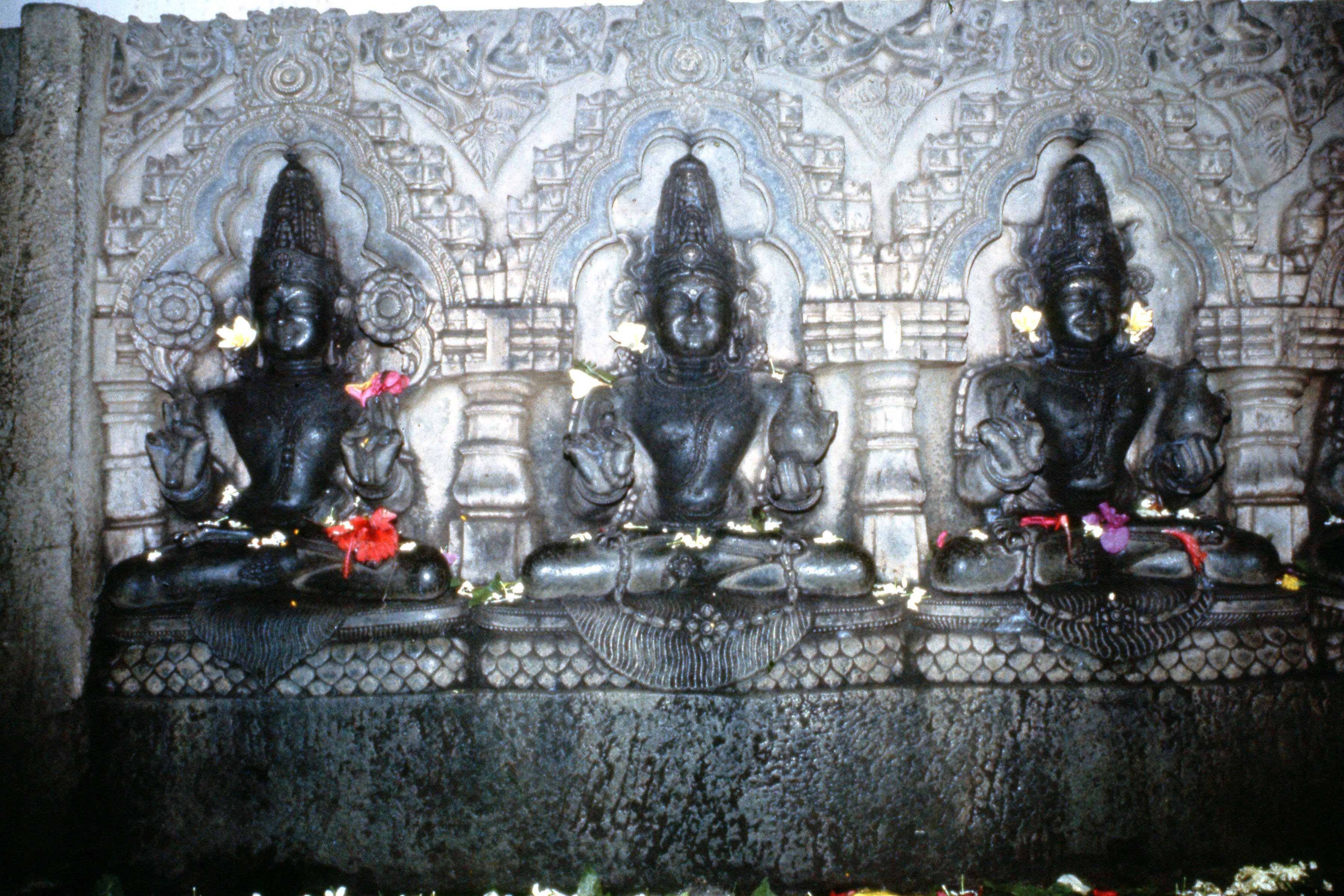
Esculturas provenientes de la entrada del templo que representan a tres de los ocho planetas

El templo 1 está completamente cubierto de estatuas talladas sobre el muro, sin que esta explosión barroca moleste al efecto del conjunto. Las esculturas se pueden clasificar en varias categorías:
- las divinidades, en particular las tres estatuas de Suria,
- las tradicionales apsaras o ninfas celestes,
- escenas de la vida cotidiana en la corte, como las alasakanya (figuras clásicas de mujeres viéndose en el espejo), músicos, bailarines, escenas de la vida del rash, dentro y fuera del palacio y en un gran número de circunstancias diferentes, escenas de procesión, de guerra;
- escenas eróticas, generalmente muy explícitas, que muestran diversas prácticas sexuales, desde el sexo oral hasta la zoofilia, pasando por tríos sexuales, escenas de penetración y diversos juegos sexuales. Estos bajorrelieves son los más abundantes en el templo y muestran que la sociedad india de la Edad Media (antes de la invasión inglesa, que duró siglos) era mucho más liberal en temas sexuales de lo que es actualmente.
- animales, ampliamente utilizados por su valor decorativa en las estatuas indias, siendo los más corrientes los elefantes, los leones y los caballos. Las relaciones con los animales retratados indican relaciones de afección y de herencia con el periodo budista. Se encuentran también camellos, ciervos, monos, tigres, búfalos, corderos e incluso una jirafa, parece ser signo de una relación con reinos africanos (seguramente por mar). El templo, que tiene forma de carro, es tirado por caballos de gran tamaño.
- motivos decorativos a menudo extraídos de la flora, o bien geométricos.

El estudio cuidadoso de las esculturas muestra una variación en su calidad que implica que, entre los centenares de artistas que trabajaron aquí, hubo alumnos, aprendices que se ocupaban de las piezas menores, y maestros que se reservaban las piezas más importantes, tanto por la talla como por su posición dentro del complejo.

## El complejo del templo

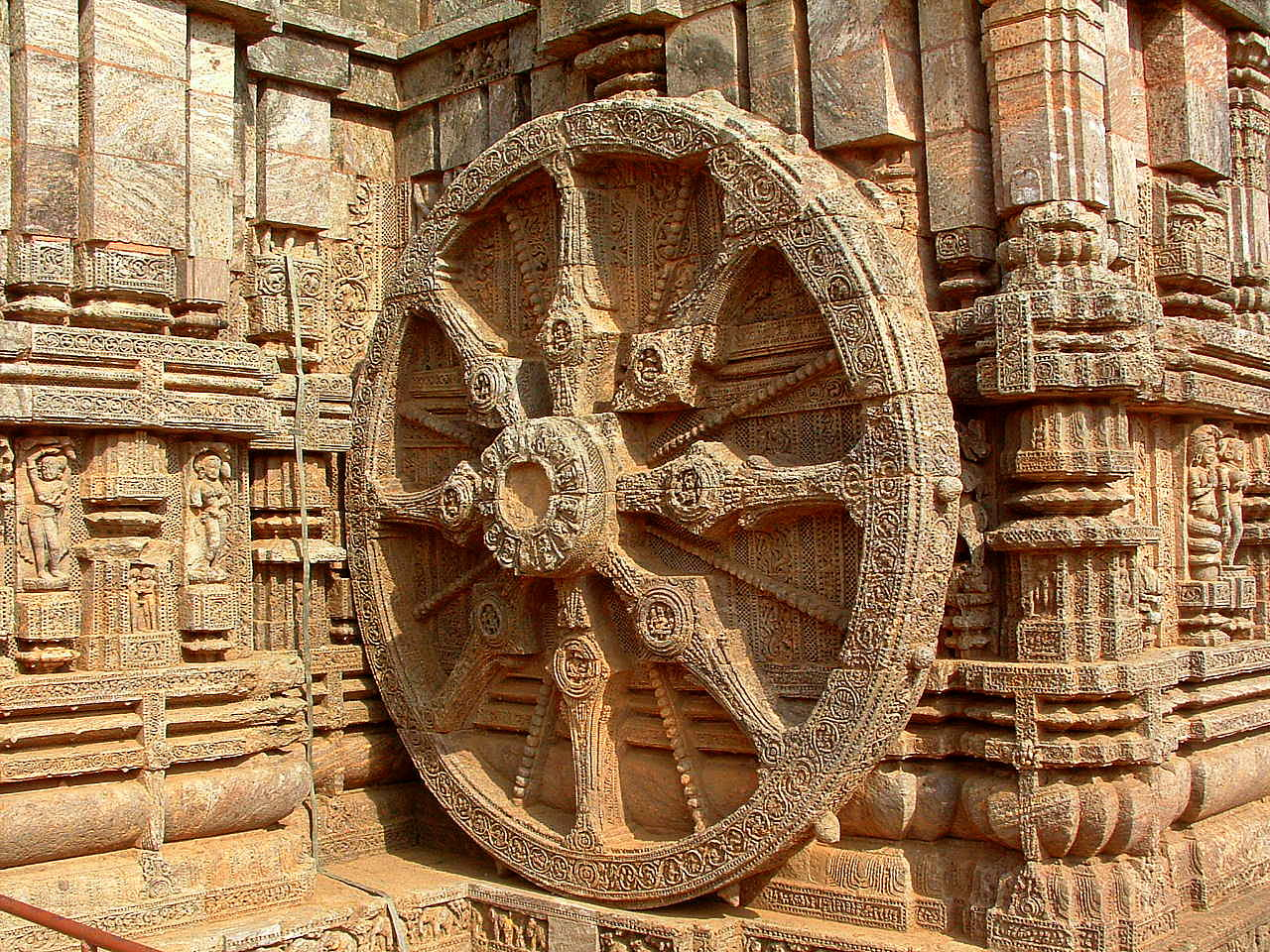
Una de las 24 ruedas del templo.

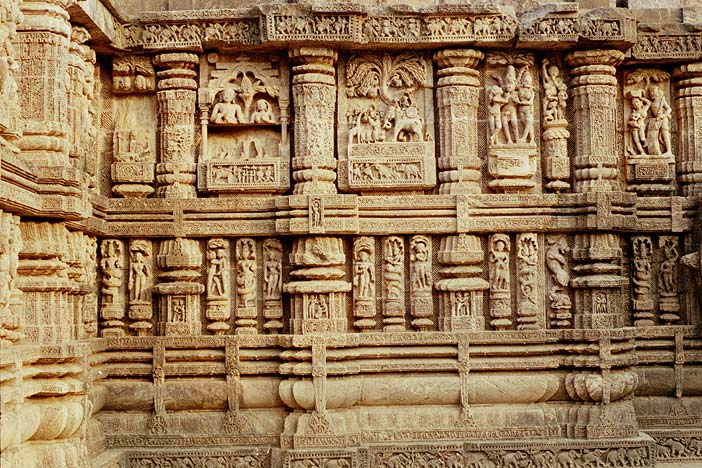
Parte de la decoración de la plataforma principal, en el que se muestra la escena con la jirafa.

Los edificios del templo están orientado en el sentido este-oeste, el sentido de la trayectoria solar. El templo principal figura ser un carro tirado por caballos y montado sobre 24 ruedas.

## Los trabajos de restauración
La primera sugerencia de restauración del templo tuvo lugar en 1806 por el Ministerio de Marina, con una finalidad puramente utilitaria, pues el templo servía de punto de referencia para los marineros. En 1838, la Asiatic Society of Bengal pidió responsabilidades al gobierno inglés para reclamar unas reparaciones tras las degradaciones cometidas por el vecino rash de Khurda.
Posteriormente, y hasta finales del siglo XIX, las administraciones se contentaron de despejar la jungla que había invadido el templo y de levantar los caballos colosales, los elefantes y los gajavidala, estatuas tradicionales de un elefante subyugando un león, aunque posicionándolas de manera errónea dentro del complejo.
Las cosas se tomaron realmente en serio tras la visita de John Woodburn, el lugarteniente de Bengala, en diciembre de 1900, quien tomó consciencia del mal estado de los edificios y de la urgencia de los trabajos a efectuar. Concibió una campaña de restauración para salvarlo costase lo que costase.
Se quitaron entonces los escombros y arena que se encontraban a los pies del edificio y se descubrió la plataforma con esculturas que la soportaba. Se comprendió posteriormente que no se trataba solamente de un edificio, sino de todo un complejo.
Para que la cúpula no se derrumbase, Woodburn decidió que el jagamohan (la parte del templo dedicada a la adoración del dios) se rellenara de piedras y se sellara. La medida fue efectiva y muy económica, aunque desde entonces impide penetrar en su interior. Se plantaron árboles para bloquear la arena y proteger el templo del viento marino.
En 1909 se descubrió el pequeño templo de Maya Devi, y al año siguiente se dieron por concluidos los trabajos de conservación que permitieron afianzar la estructura.
De hecho, los trabajos sobre el conjunto nunca se han detenido completamente desde entonces, habiéndose habilitado jardines en el complejo, y tratándose químicamente la piedra de tiempo en tiempo para garantizar su durabilidad.